# Undredal

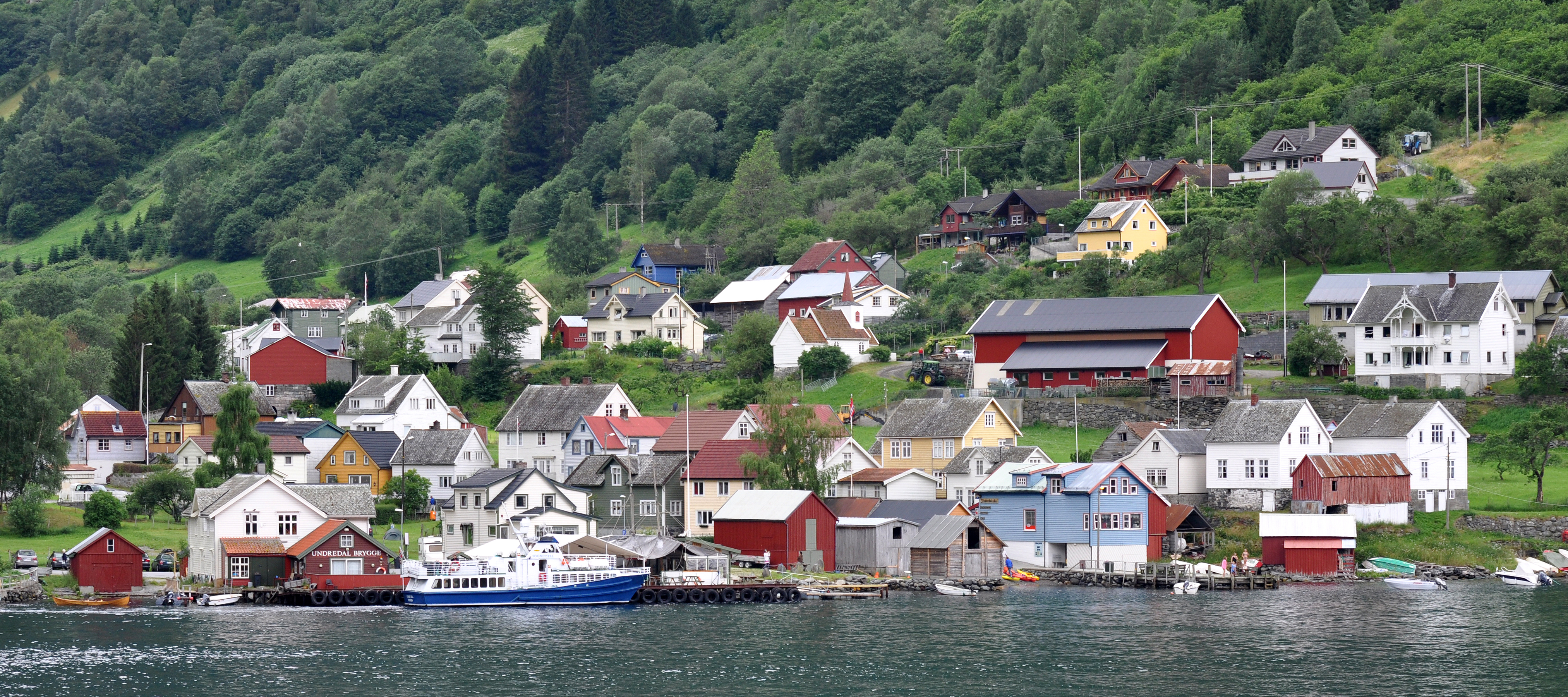
Undredal, vom Aurlandsfjord aus gesehen

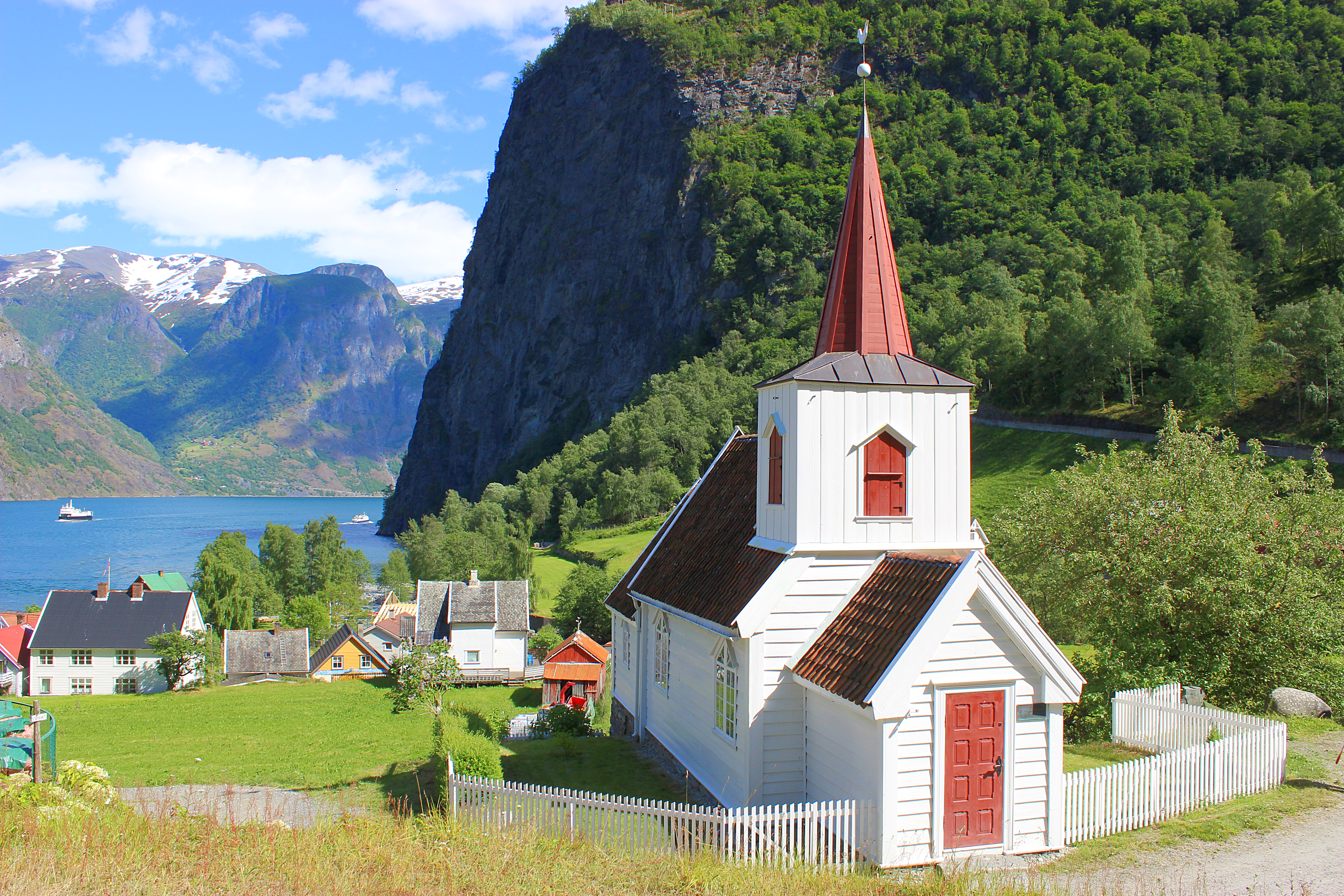
Die Stabkirche in Undredal

Undredal ist ein kleiner Ort in der Gemeinde Aurland in der norwegischen Provinz Vestland und liegt am Aurlandsfjord, einem Seitenarm des Sognefjords. Bei der Volkszählung 2001 hatte der Ort 112 Einwohner. Bekannt ist Undredal für die kleinste Stabkirche der Welt und die ansässige Käseherstellung. Bis 1988 konnte der Ort nur per Schiff vom Fjord her erreicht werden. Seit der Eröffnung des Flenjatunnels ist er nun auch per Auto zugänglich.